# Extrapolation
Extrapolation è il primo album da solista di John McLaughlin, uscito nel 1969.

## Descrizione
L'esordio di McLaughlin è un'opera jazz che risente ancora del genere bebop. Varia numerose tonalità: dallo swing tradizionale fino a scalfire alcuni accenni rudimentali e sperimentali di free jazz. Registrato a Londra, vede la partecipazione straordinaria di John Surman al sax.

## Accoglienza
É distribuito negli USA soltanto nel 1972, a seguito dell'acclamato successo commerciale dei Mahavishnu Orchestra.
Entra a far parte della classifica Billboard 200.
Viene ritenuto dalla critica una pietra miliare di John McLauglin. La rivista Jazzwise lo posizione al 52º posto nella lista dei migliori album jazz della storia.

## Tracce
Testi e musiche di John McLaughlin.
1. Extrapolation – 2:57
2. It's Funny – 4:25
3. Arjen's Bag – 4:25
4. Pete the Poet – 5:00
5. This Is for Us to Share – 3:30
6. Spectrum – 2:45
7. Binky's Beam – 7:05
8. Really You Know – 4:25
9. Two for Two – 3:35
10. Peace Piece – 1:50

## Formazione
- John McLaughlin: chitarra
- John Surman: sax
- Brian Odgers: basso
- Tony Oxley: batteria